# Городской стадион (Тернополь)
Тернопольский городской стадион имени Романа Шухевича (укр. Тернопільський міський стадіон імені Романа Шухевича) — крупнейший стадион Тернополя и области. Вместимость 15 150 человек. До 2000 года стадион мог принимать 18 500 зрителей, а до 2011 — 16 450 зрителей. Является домашней ареной ФК «Нива».

## История

### Начало XX века
О проведении официальных соревнований на территории Тернополя до Первой мировой войны (1914 год) документальных материалов не сохранилось. Доминирующей в то время была практика так называемых тренингов (товарищеских матчей). Первый в истории тернопольского спорта футбольный матч, который документально зафиксирован, состоялся 21 августа 1909 между «Подольем» и «Кресами». История не сохранила информации о результате этой встречи. Но уже через несколько дней, 27 августа, состоялся повторный матч между этими командами, который выиграли «Кресы» со счётом 5:4, что говорит о бескомпромиссном характере поединка. Обе встречи проходили на поле «Круг парка», где сейчас выступают лучшие команды области (КП «Тернопольский городской стадион»).

### С 1930-е по 1980-е
В 1930-х годах порядок во время матчей обеспечивали так называемые «порядковые» из числа обществ или клубов, участвовавших в соревнованиях. Они обеспечивались соответствующими повязками и следили за поведением болельщиков, а когда была необходимость, вмешивались в столкновения. Посещение матчей было платным. Цены билетов на стадион «Круг парка» были такими: ложа — 1,5 злотых, трибуна — 1 злотых, входящие («стоячие») — 0,7 злотых (70 грошей), клубу (для членов клуба) — 0,5 грош (50 грошей), детские (до 16 лет) — 0,2 злотых (20 грошей).
На реконструированный стадион команда «Нива», тогда ещё Бережанская, перебралась в сентябре 1984 года. Общий контроль ремонтными работами проводил глава исполкома Тернополя Анатолий Кучеренко — их удалось выполнить за рекордно короткие 10 месяцев. Первый матч «Нива» в Тернополе провела 15 сентября против горловского «Шахтёра». В тот вечер пришли поддержать команду 15 000 зрителей. И несмотря ничью (1:1), они были довольны и игрой, которую продемонстрировала «Нива», и большим футболом, который наконец пришёл в Тернополь.

### Наши дни
Оставшийся капитальный ремонт главной футбольной арены области проводился на рубеже тысячелетий. И снова к делу был причастен Анатолий Кучеренко (вторично став городским головой), благодаря которому удалось найти средства для полной реконструкции центральной трибуны, установка накрытия над всеми трибунами, административных помещений и 15 150 удобных пластиковых сидений.
26 ноября 2009 года правительственная комиссия включила Тернополь в государственную программу по подготовке к чемпионату Европы по футболу 2012, поэтому в Тернополе создали тренировочную базу для команд-участниц турнира.
5 марта 2021 года сессия Тернопольского городского совета присвоила стадиону новое название — «Тернопольский городской стадион имени Романа Шухевича». 9 марта посол Израиля в Украине Йоэль Лион осудил такое решение, требуя отменить переименование. В ответ власти Тернополя заявили, что свое решение менять не будут.
13 мая 2021 года стадион принял финальный матч Кубка Украины по футболу, который впервые проводился в Тернополе.

## Характеристики стадиона

### Основные

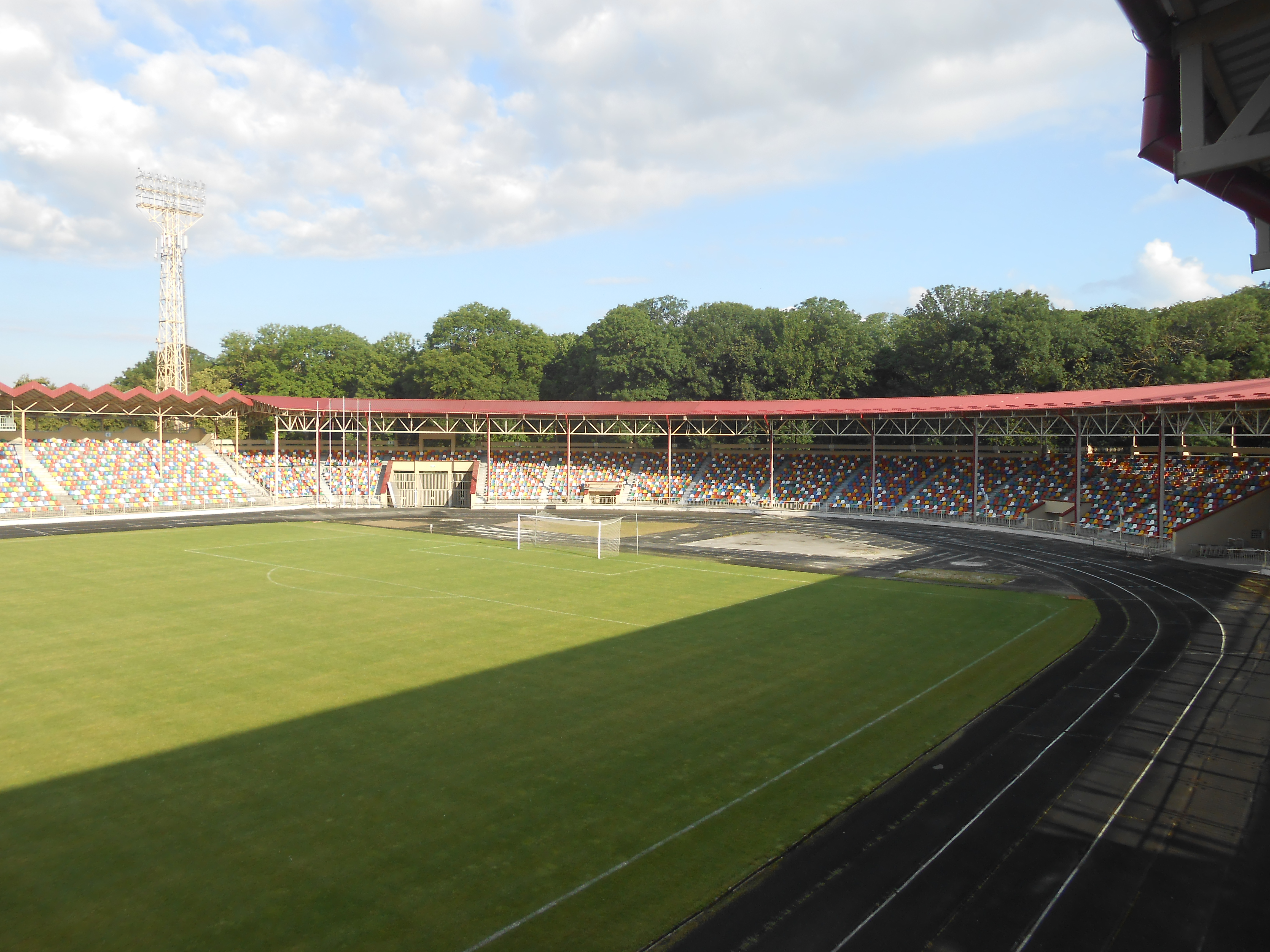
Общий вид

- Информационное табло: 10 метров 24 сантиметра на 5 метров 40 сантиметров.
- Искусственное освещение: 1200 люкс (производитель — местное предприятие «Ватра»)
- Подогрев поля: находится в рабочем состоянии.
- Система радиоозвучення мощностью 900 Вт.
- Беговые дорожки: в удовлетворительном состоянии.
- Размеры поля: 106 × 72.
- Адрес стадиона: ул. Степана Бандеры, 15 г.Тернополь.
- Директор стадиона: Колесник Ярослав Кириллович

### Количество мест
Вместимость стадиона: 15 150 зрителей (пластиковые единоличные сиденья, накрытые крышей)
- «Западная» трибуна — 3042
- «Северная» трибуна — 3597
- «Восточная» трибуна — 4999
- «Южная» трибуна — 3212

- Есть VIP-ложа для журналистов и гостей.

## Финалы турниров
| Дата        | Матч                     | Команда 1       | Счет | Команда 2        | Голы         |
| ----------- | ------------------------ | --------------- | ---- | ---------------- | ------------ |
| 13 мая 2021 | Финал Кубка Украины 2021 | «Динамо» (Киев) | 1:0  | «Заря» (Луганск) | Цыганков 98' |